# Старые Дороги
Стары́е Доро́ги (бел. Стары́я Даро́гі) — город в Минской области Беларуси. Административный центр Стародорожского района.
Численность населения — 10 747 человек (на 1 января 2025 года).
В июне 2024 года Старые Дороги отметил 500-летие.

## География

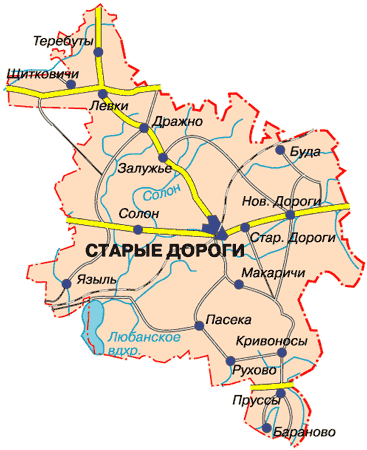
Карта Стародорожского района

Город расположен на юге Минской области в 148 км к юго-востоку от Минска и в 48 км к востоку от Слуцка. 
Площадь — 6,36 км². 
Железнодорожная станция на линии Барановичи-Осиповичи.
Через город проходит автодорога Бобруйск-Слуцк. 

### Гидрография
Река Солянка.

## Геральдика
Герб утверждён решением Стародорожского районного исполнительного комитета от 28 марта 1996 года № 34. Зарегистрирован в Гербовом матрикуле Республики Беларусь 29 апреля 1996 года № 6.
Флаг учреждён Указом Президента Республики Беларусь от 1 декабря 2011 года № 564 и зарегистрирован в Государственном геральдическом регистре Республики Беларусь 5 декабря 2011 года № Б-211. Утверждён решением Стародорожского районного исполнительного комитета от 3 февраля 2009 года № 96.

## История

### В составе Великого княжества Литовского

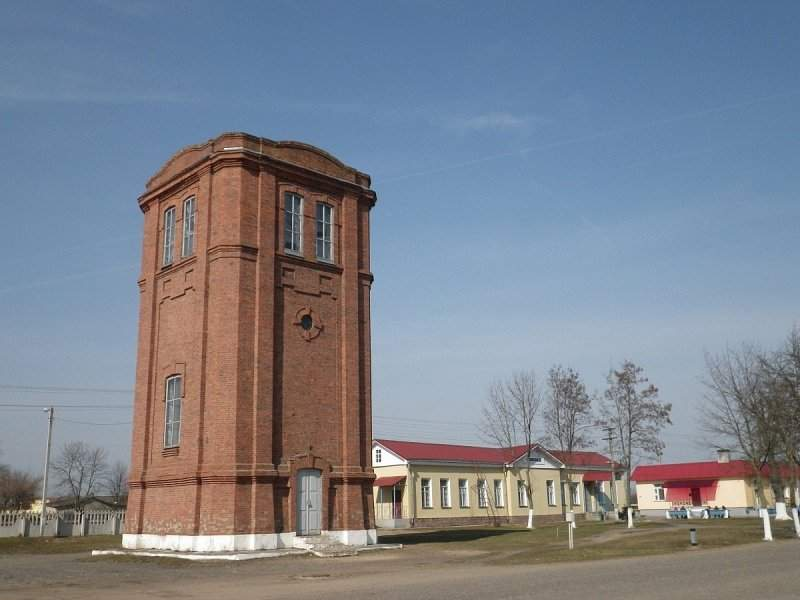
Водонапорная башня

- Водонапорная башняПервое упоминание о слободе Дороги (современные Старые Дороги) найдено в документах архива канцелярии Великого княжества Литовского (Литовские метрики) и относится к 1524 году.
- С конца XVI века Дороги входили в состав Глуской волости, которая принадлежала князьям Гольшанским.
- В летописях XVI века упоминается о Юрие Дубровицком, владельце Старых Дорог, происходящем из рода князей Гольшанских. Князья Гольшанские пользовались гербом «Гипоцентавр» («Китоврас»), который и стал основой герба города.
- В XVI веке упоминаются населённые пункты Стародорожчины — Осовец, Горки, Дуброва, Исаевичи, Залужье, Макаричи, Положевичи, Подоресье, Пасека, Пастовичи, Теребуты, Щитковичи, Языль.
- C середины XVII века Дороги — центр Дорожской волости Слуцкого удельного княжества, с 1612 года во владении князей Радзивиллов.
- В 1647 году в местечке насчитывалось 95 домов.

### В составе Российской империи
В результате второго раздела Речи Посполитой (1793) Старые Дороги оказались в составе Российской империи, в Бобруйском уезде. Статус поселение понизили до деревни, а в конце XVII в. в 6 км на востоке возникло ещё одно с идентичным названием. По этой причине поселение стали называть Старые Дороги. В течение 1695—1744 местность находилась в числе Нойбургских имений.
- В 1784 году построена церковь Рождество-Богородичная в селе Новые Дороги, а в 1771 году церковь также Рождество-Богородичная в с. Осовец.
- В 1791 году под названием Старые Дороги в составе Случерецкого уезда.
- С 1793 года деревня в Бобруйском уезде.
- В 1867 году построена Свято-Николаевская церковь в с. Горки, Георгиевская в с. Залужье.
- В 1871 году помещик Гогенлоэ в Старых Дорогах основал смолокурню, а в 1894 Поляк и Вейсбрэм открыли лесопилку. Была развита деревообрабатывающая отрасль.
- С 1896 года строится железнодорожная станция по линии Либаво-Роменской железной дороги. Из-за заболоченности местные жители прокладывали гати между населенными пунктами. Из этого выходит ещё один путь возникновения сегодняшнего названия поселения, так как оно располагалось вдоль старой гребли. Здесь было 100 дворов и 2 277 жителей.
- В 1896 году начала действовать железная дорога Осиповичи-Старые Дороги. От станции Старые Дороги до города Слуцк осуществлялись автомобильные перевозки (первый в Беларуси автовокзал). Благодаря железной дороге это поселение стало разрастаться. Начали строиться разные магазины. В самом начале XX столетия деревенька преобразовалась в местечко. С тех пор сохранились торговые ряды.
- В этом же (1896) году построена Спасо-Преображенская церковь в с. Языль а также Покровская церковь в с. Кривоносы.
- В 1897 году 500 жителей.
- С 1904 года работают лесопильня (45 рабочих) и фанерный завод (160 рабочих).
- В 1915 году проведена железная дорога Старые Дороги-Слуцк.
- В 1914 году открылась народное училище.

В Первую мировую войну в феврале — декабре 1918 года Старые Дороги занимали немецкие войска. С 20 августа 1919 до июля 1920 населённый пункт контролировали польские войска.

### В 1918 году
- 25 марта 1918 года согласно Третьей Уставной грамоте Старые Дороги оглашались частью Белорусской Народной Республики.

### Старые Дороги в советский период
- 1 января 1919 в соответствии с постановлением I съезда КП(б) Беларуси Старые Дороги вошли в состав Белорусской ССР, где в 1921 году стали центром Новодорожской волости, 17 июля 1924 — Стародорожского района Слуцкого округа (25 декабря 1962 — 30 июля 1966 входили в состав Слуцкого района).
- 17 июля 1924 года была создана самостоятельная административно-территориальная единица — Стародорожский район. В 1926 году 1,8 тыс. жителей.
- 27 июня 1938 года Старым Дорогам дан статус города.
- В 1939 году 4,2 тыс. жителей, из них более тысячи евреев, они составляли 28 % от общей численности населения. В городе размещались 2 синагоги и несколько еврейских школ.
- 27 июня 1941 год Старые Дороги захвачены 3-й танковой дивизией вермахта.
- В 1941 году проживавшие в городе и окрестностях евреи были заключены в гетто, некоторым удалось сбежать из лагеря, некоторым из поезда. 19 января 1942 года была произведена массовая казнь евреев. В мае 1995 года местными властями установлен памятник «Жертва фашизма» («Реквием»)[9].

Всего от рук захватчиков погибло около 4 тысяч жителей района.
На территории региона полностью или частично действовали 6 партизанских бригад.
- 28 июня 1944 года Старые Дороги и район освобождены от немецко-фашистских захватчиков войсками 1-го Белорусского фронта в ходе операции «Багратион». В этом же году возобновили работу 14 сельских Советов района.
- В конце войны, за пределами поселения был расположен транзитный лагерь для освобожденных военнопленных и оставшихся в живых после Холокоста . Будущий итальянский писатель Примо Леви находился там с 15 июля по 15 сентября 1945 года, он рассказал о об этом во второй автобиографической книге — «Перемирие» (1963).
- В 1945 году возобновлена деятельность городской средней, 15 семилетних и 45 начальных школ района.
- В 1950 году работали районная, 3 сельские библиотеки и 16 домов-читален.
- В 1962 году Стародорожский район упразднён. Большая часть территории передана Слуцкому району, а Дарагановский и Дричинский сельсоветы — Осиповичскому району Могилёвской области.
- В июле 1966 года Стародорожский район снова выделен в самостоятельную административную единицу на территории, которая была передана Слуцкому району.
- В июле 1992 года на площади у Дома Советов установлен мемориальный камень с надписью о первом упоминании Старых Дорог.
- 20 октября 1995 года административные единицы Стародорожский район и город Старые Дороги, имеющие общий административный центр, объединены в одну административную единицу — Стародорожский район[10].

## Население
Численность населения — 10 747 человек (на 1 января 2025 года). Численность населения — 10 972 человек (на 1 января 2023 года).

### Демография
- XIX век: 1886 год — 271 чел.; 1897 год — более 2 тыс. чал.
- XX век: 1917 год — 1996 чел.; 1926 год — 1,8 тыс. чел.; 1933 год — 2,3 тыс. чел.; 1939 год — 4,2 тыс. чел.; 1991 год — 11,5 тыс. чел.; 1994 год — 11,6 тыс. чел.; 2000 год — 11 813 чел.
- XXI век: 2006 год — 11,4 тыс. чел.; 2009 год — 11 036 чел. (перепись); 2013 год — 10 300 чел.; 2016 год — 10 425 чел.[12]; 2023 год — 10 972 чел.[11]; 2025 год — 10 747 чел.[4]

По данным переписи 1939 года в городе проживало 2464 белоруса, 1085 евреев, 346 русских, 257 украинцев, 41 поляк.

## Экономика
В составе промышленного комплекса района функционируют предприятия:
- ОАО «Стародорожский механический завод» (производство металлоизделий, изделия из пластмасс, полимеров, реактопластов и резиновых смесей). С 2012 года входит в состав холдинга «БЕЛАЗ-ХОЛДИНГ»;
- ЧУП «Стародорожский кооппром» (производство минеральных вод, безалкогольных напитков, хлебобулочных и кондитерских изделий);
- Слуцкий сыродельный комбинат ОАО «Стародорожский производственный участок» (производство масла животного, молока коровьего, творога, мороженого, казеина технического);
- ООО «Формэль» (производство трикотажных изделий);
- ЧП «Стародорожский плодоовощной завод» ОАО «Слуцкий сахарорафинадный комбинат» (производство соков, нектаров, морсов, варенья, фруктовых консерваций и сиропов ТМ "СтаДар");
- ОАО «Вертикаль» (строительная, генподрядная организация);
- КУП «Стародорожское ЖКХ» (в части производства теплоэнергии, пара и горячей воды);
- ГОЛХУ «Стародорожский опытный лесхоз».

## Сельское хозяйство
В агропромышленный комплекс региона входят 11 сельскохозяйственных предприятий. Все хозяйства специализируются на производстве кормов, молока, мяса крупного рогатого скота. Часть занимается свиноводством. Кроме того, в районе выращиваются зерновые, лен, овощи и другие сельскохозяйственные культуры . Крупнейшими валообразующими сельскохозяйственными предприятиями района являются: ОАО «Залужье», ОАО «Пастовичи», ОАО им. Скворцова и Майорова, филиал ПСХ «Синегово», ОАО «Арэса-агро».

## Образование
В городе работают 3 средние школы, гимназия, детская школа искусств и 6 дошкольных учреждений.

## Медицина
Медицинское обслуживание осуществляется учреждением здравоохранения «Стародорожская центральная районная больница» Государственным учреждением «Стародорожский районный центр гигиены и эпидемиологии» и местными аптеками.

## События и мероприятия

### События
- В июне 2024 года Старые Дороги отмечают 500-летие[5]. 28-29 июня 2024 года мероприятия под названием "Пяць дасканалых стагоддзяў", приуроченные к юбилею города, а также к 80-летию освобождения района от немецко-фашистских захватчиков

### Фестивали
- Национальный фестиваль бега «Языльская десятка»

### Мероприятия
- «Матчыны кросны» — конкурс

## Культура
Действуют 2 библиотеки, Дом культуры, Летний амфитеатр, Центр культуры и отдыха, Центр ремёсел, Народный драматический театр, кинотеатр.

### Музеи
- Государственное учреждение «Стародорожский историко-этнографический музей»[15] предлагает к посещению постоянно действующие разделы экспозиции: «История дорог и почтовой службы» и «Материальная и духовная культура белоруса-сакуна нач. XX века».
  - В разделе «История дорог и почтовой службы» вниманию посетителей представляется типичная застройка почтовой станции начала XX века. В экспозиции воссозданы помещения почтмейстерской, кузницы, корчмы.
  - «Материальная и духовная культура белоруса-сакуна нач. XX века» - это цельная, уникальная этнографическая экспозиция, воссоздающая быт общины сакунов, проживавших на территории Стародорожчины, сохранив самые интересные и важные черты самобытности этой этнокультурной общности [14].

- Стародорожский художественный музей (Музей Анатолия Белого).

## Достопримечательности
- Водонапорная башня — начало XX века
- Костёл Св. Девы Марии
- Свято-Николаевская церковь — 2-я половина XX века
- Молодёжный центр
- Озеро Буденичское
- Озеро Скачальское
- Железнодорожный вокзал
- Здание сберегательного банка
- Почтовая станция (2-я половина XIX в.)
- Еврейское кладбище
- В районе располагается около 70 курганов древних славян

### Памятник, скульптура
- Мемориальный камень с надписью о первом упоминании Старых Дорог. Установлен на площади у Дома Советов.
- Памятник «Жертва фашизма» или «Реквием»
- Памятник гостеприимству горожан
- Кованая скульптура гипоцентавра (2024)[16]. Именно это мифической существо украшает собой герб города.

### Утраченное наследие
- В 1920-е в Старых Дорогах существовали православная церковь, костёл, синагога и несколько молитвенных домов.
- Ледовня — 2-я половина XIX века

## Галерея

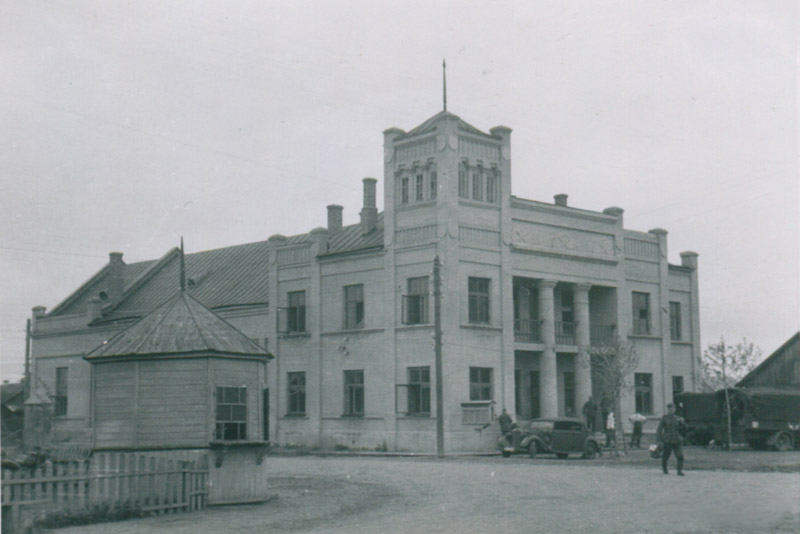
Кинотеатр города Старые Дороги, 1941 год.
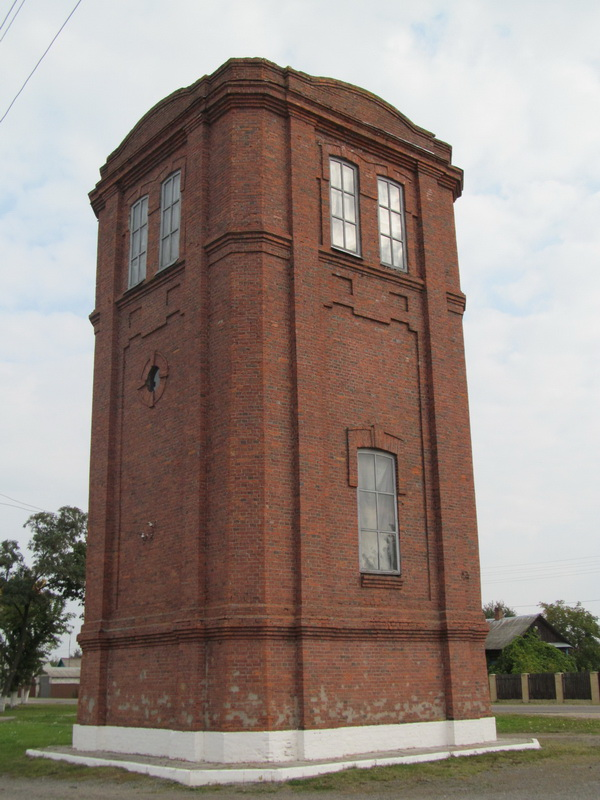
Водонапорная башня
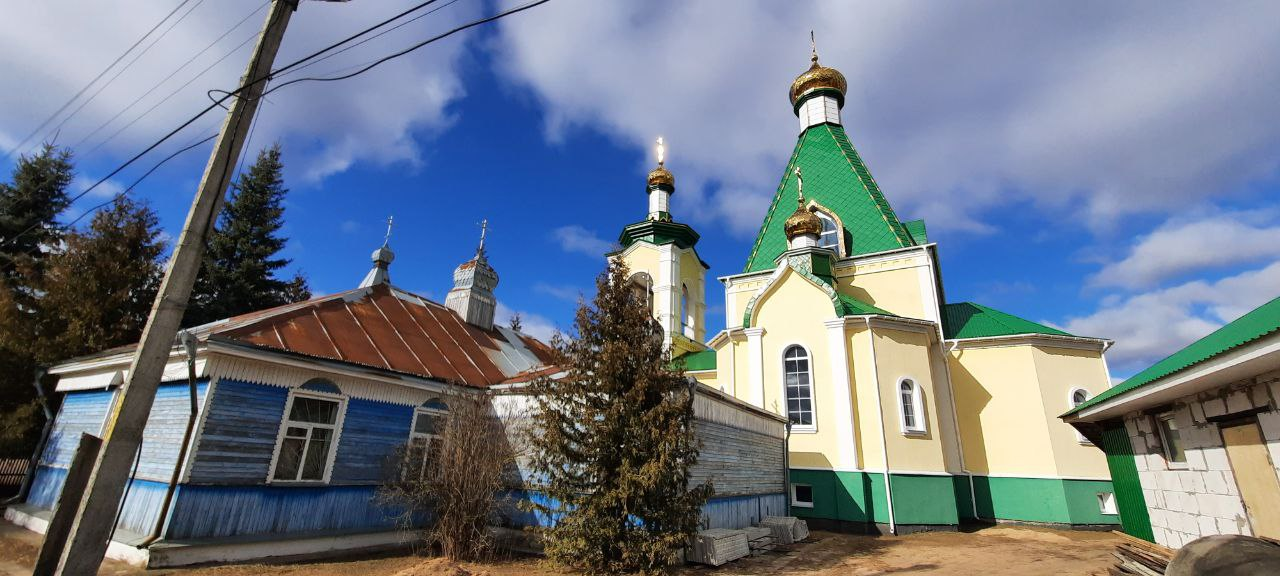
Свято-Николаевская церковь
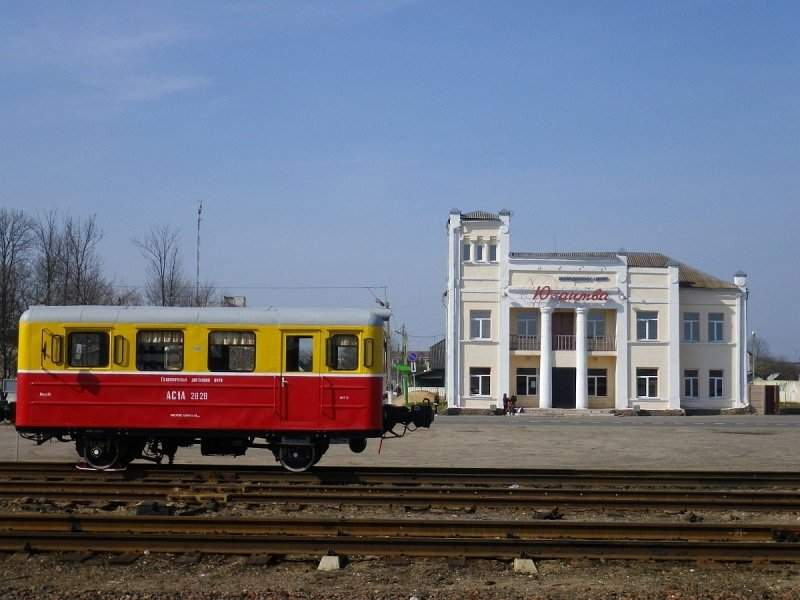

## Спорт
В городе функционирует футбольный клуб «Старые Дороги».
Также в городе проводится ежегодный национальный фестиваль бега «Языльская десятка» — в 2002 году и с 2007 года по настоящее время.